# Cangaço Novo
Cangaço Novo é uma série brasileira produzida pelo Prime Video em parceria com O2 Filmes. A primeira temporada estreou no streaming no dia 18 de agosto de 2023. 
Criada pelo casal paulista Mariana Bardan e Eduardo Melo, a série é escrita em parceria com Fernando Garrido (roteirista-chefe) e Erez Milgrom. A direção é de Fábio Mendonça e Aly Muritiba. Conta com atuações de Allan Souza Lima, Alice Carvalho e Thainá Duarte nos papeis principais.
Em 19 de fevereiro de 2024, seis meses após o lançamento, o Prime Video confirmou a renovação da série para a segunda temporada.

## Enredo
Ubaldo (Allan Souza Lima), um infeliz bancário da zona urbana de São Paulo descobre que tem uma herança e duas irmãs no sertão cearense: Dilvânia (Thainá Duarte) que lidera um grupo comandado anteriormente por seu falecido pai; e Dinorah (Alice Carvalho) uma única mulher em uma gangue de ladrões de banco. Chegando na cidade Ubaldo é chamado a cumprir seu destino como o novo mítico cangaceiro e líder supremo da gangue. 
Em época de eleições, a cidade vive uma convulsão social, com o prefeito tentando a qualquer custo se reeleger com promessas, santinhos e falcatruas, de um lado, e os opositores de outro, aliados e financiados por um grupo criminoso que bota o terror no sertão, liderado por Sabiá e seus capangas.
A história evolui num sertão quase mágico, em um cenário que se assemelha ao sertão de Baile Perfumado e Árido Movie. O drama social e familiar se mistura a cenas de ação que estão entre as melhores já filmadas na cinematografia nacional. Sem perder a ternura em cenas em que o rompimento de relações, a desconfiança e os acertos de contas com o passado conduzem para um ritmo mais cadenciado e emotivo.

## Elenco
- Allan Souza Lima como Ubaldo Vaqueiro / Amaro Vaqueiro
- Alice Carvalho como Dinorah Vaqueiro
- Thainá Duarte como Dilvânia Vaqueiro
- Marcelia Cartaxo como Zeza (Syzélia) Vaqueiro
- Hermila Guedes como Leinneane
- Ricardo Blat como Ernesto
- Daniel Porpino como Paulino Leite
- Luiz Carlos Vasconcelos como Deocleciano Maleiro
- Bruno Bellarmino como Gastão Maleiro
- Ênio Cavalcante como Jeremias
- Adélio Lima como Sabiá
- Rodrigo Garcia como Ameaço
- Joálisson Cunha como Tirolesa
- Pedro Lamin como Lino
- Pedro Wagner como Moeda
- Bruno Goya como Sivirino
- Arthur Canavarro como Silvestre
- Rafael Amancio como Perigoso
- Robson Medeiros como Tomada
- Nivaldo Nascimento como Virulento
- Jorge Paz como Duzentos
- Rubens Santos como Facão
- Black Jr. como Delegado Pixinga
- Guilherme Leal como Ubaldo (jovem)
- Valentina Marques como Dinorah (menina)
- Gaby Lopes como Dilvânia (menina)

### Participações especiais
- Rafael Losso como Raul
- Titina Medeiros como Advogada
- César Ferrario como Curimbaba
- Sandro Guerra como Ribamar
- Clébia Sousa como Eudinice
- Geyson Luiz como Pino
- Vinicius Guedes como Segurança[7]
- Vertin Moura como Álvaro Vaqueiro
- Ane Oliva como Valdetaria Vaqueiro
- Narcival Rubens com Osório Leite
- Buda Lira como Waldomiro
- Mohana Uchôa como
- Enddi como Kell
- Albert Tenório como Oficial de Justiça

## Produção

### Desenvolvimento
O diretor e produtor executivo Fábio Mendonça já estava trabalhando em Cangaço Novo havia nove anos, quando foi abordado por Mariana Bardan e Eduardo Melo, criadores da série, e viu um grande potencial. Posteriormente, o diretor Aly Muritiba entrou no projeto, também contribuindo com o roteiro.
Foi adotado um estilo narrativo e visual fortemente inspirado pelo gênero cinematográfico nordestern, palavra que une nordeste com western, termo que categoriza as histórias do cinema do Velho Oeste americano. Entre as obras que inspiraram a série estavam O Cangaceiro (1953), de Lima Barreto, Bacurau (2019), Estou Me Guardando para Quando o Carnaval Chegar (2019), Sertania (2020), além dos diretores o Glauber Rocha, Nelson Pereira dos Santos e Marcelo Gomes.
Na pesquisa para a série, foram buscados longas latino-americanos e franceses pele característica da forma como filma a ação, evitando filmes americanos.

### Escolha do elenco
A direção da série decidiu por uma escolha de um elenco formado majoritariamente por atores nordestinos. Em entrevista, o diretor Fábio Mendonça declarouː “Não é porque a gente não tem bons atores. Eram duas coisas: uma conhecer a região, não só sotaque, mas conhecer as gírias, as brincadeiras, a comida, a música e isso não dá para alguém daqui do sudeste”. Também foi considerado que muitos bons atores nordestinos não tem tido oportunidade de trabalhar numa produção daquele porte.

### Filmagens
A equipe passou oito meses morando no sertão paraibano para gravar a série, o que promoveu a imersão no cenário da produção e o estreitamento da relação entre a equipe, o que foi importante para construir a série.  A equipe chegou a fazer intervenções na infraestrutura dos locais em que a série foi gravadaː "A gente também teve que fazer uma obra de infraestrutura em uma estrada, instalamos mais de 20 postes para filmar uma sequência muito emociotiva entre os personagens Dinorá e Lino que todo mundo que assistiu gostou”, declarou o diretor Fábio Mendonça.
Apesar da cidade fictícia Cratará se localizar no Ceará, as cenas foram gravadas na Paraíba, por orientação do criador e roteirista Eduardo Melo, que é cearanse. Segundo Fábioː "O sertão do Cariri é uma região muito pedregosa, com lajedos, montanhas, pedras, que dava esse drama de paisagem”. A série foi gravada em Campina Grande, Boa Vista, Cabaceiras, Pocinhos, Puxinanã e Queimadas (Paraíba), Parelhas e Carnaúba dos Dantas (Rio Grande do Norte), além de outras cidades menores. Em Cabaceiras, já foram gravados diversos filmes brasileiros, como O Auto da Compadecida. 

## Recepção

### Audiência
A série se tornou a mais vista do Brasil no Brasil no Amazon Prime Video. Além do Brasil, a série ocupou o primeiro lugar no top 10 do Prime Video em outros cinco países: Argélia, Angola, Benim, Burkina Faso e Moçambique.
O sucesso de "Cangaço novo" na África também chamou atenção, tendo a série aparecido em posições de destaque no top 10 de Costa do Marfim (segunda posição), Mali (segunda), Congo (terceira) e Quênia (terceira).
A série entrou no top 10 em 49 países, como Canadá, Paraguai, Emirados Árabes e Papua-Nova Guiné. Na Europa, "Cangaço novo" repercutiu positivamente em Portugal, ocupando o posto de quarta série mais vista na plataforma de streaming.

### Crítica
O crítico Marcelo Forlani, do Omelete, escreveu que "Fica claro que o espetaculoso da ação é o que define uma cena, e a série é muito consistente nesse sentido: investindo na ação e na tensão, com uma violência sem exageros, pontuadas por uma trilha sonora muito bem escolhida. Com todos os episódios já disponíveis da primeira temporada no Prime Video, é quase impossível não maratonar Cangaço Novo. Os moldes dos arcos hollywoodianos sugerem que sempre há mais espaço para redenções ou ruínas, e a história passada e o futuro dos Vaqueiro se prestam a ambas."
A respeito do desempenho da atriz Alice Carvalho, Diandra Guedes do Canaltech, escreveu que "Outra que também se destaca é Alice Carvalho. A atriz que vive a Dinorá fica tão grande em cena que é a câmera que tem que se ajustar à ela, e não o contrário. Bruta e hostil, ela é o retrato da matuta que nunca saiu de Cratará e que se tornou dura com o tempo. Apesar disso, com o passar dos episódios suas emoções são mais exploradas, e a jovem que explodia tanto para fora com socos e cuspes, se torna uma mulher que olha pra dentro e sofre a morte do homem amado."
Bruno Carmelo, do Estadão, ressaltou que a série remete ao melhor da dramaturgia brasileira; "Imagine a capacidade do nosso audiovisual caso uma estrutura semelhante estivesse à disposição dos talentos confirmados e crescentes. Faríamos muito mais Cangaços Novos, Tropas de Elite, Cidade de Deus, Central do Brasil. A produção nacional nunca careceu de habilidade nem de iniciativa, apenas de recursos e possibilidade de chegar ao público. Há centenas de Alys, Fábios, Alices, Allans, Marcélias, Hermilas, Ênios, Rodrigos e Thainás esperando pela oportunidade de mostrar conteúdos de mesma qualidade. Sorte a nossa."

## Prêmios e indicações
| Ano  | Premiação                                            | Categoria                                   | Indicação                                                                                      | Resultado | Ref.   |
| ---- | ---------------------------------------------------- | ------------------------------------------- | ---------------------------------------------------------------------------------------------- | --------- | ------ |
| 2023 | Prêmio Potências                                     | Atriz do Ano                                | Alice Carvalho                                                                                 | Venceu    | [ 15 ] |
| 2023 | Prêmio APCA de Televisão                             | Série — Ficção                              | Cangaço Novo                                                                                   | Indicada  | [ 16 ] |
| 2023 | Prêmio APCA de Televisão                             | Revelação                                   | Alice Carvalho                                                                                 | Venceu    | [ 16 ] |
| 2023 | Prêmio Faz Diferença (O Globo)                       | Cinema e Séries                             | Cangaço Novo                                                                                   | Indicado  | [ 17 ] |
| 2024 | Prêmio Grande Otelo do Cinema Brasileiro             | Melhor Série de Ficção                      | Cangaço Novo                                                                                   | Venceu    | [ 18 ] |
| 2024 | Prêmio Grande Otelo do Cinema Brasileiro             | Melhor Ator de Série de Ficção              | Allan Souza Lima                                                                               | Indicado  | [ 18 ] |
| 2024 | Prêmio Grande Otelo do Cinema Brasileiro             | Melhor Atriz de Série de Ficção             | Alice Carvalho                                                                                 | Venceu    | [ 18 ] |
| 2024 | Prêmio Grande Otelo do Cinema Brasileiro             | Melhor Atriz de Série de Ficção             | Thainá Duarte                                                                                  | Indicada  | [ 18 ] |
| 2024 | Prêmio ABC (Associação Brasileira de Cinematografia) | Melhor Direção de Fotografia de Série de TV | Azul Serra, ABC                                                                                | Venceu    | [ 19 ] |
| 2024 | Prêmio ABC (Associação Brasileira de Cinematografia) | Melhor Som de Série de TV                   | George Saldanha, ABC, Anderson Ferreira, Alessadro Laroca, Guilherme Marinho e Eduardo Virmond | Venceu    | [ 19 ] |